# Camille Bordes-Resnais
Camille Bordes-Resnais est une réalisatrice, scénariste et monteuse française.

## Biographie
Tout d'abord monteuse de téléfilms et de séries télévisées, Camille Bordes-Resnais co-scénarise de 2011 à 2015 avec l'écrivain Alexis Lecaye la série Les Dames, adaptée des romans de ce dernier, avec dans le rôle du commissaire Martin, Thierry Godard et en réalise quatre épisodes.
En 2018, elle co-écrit avec Alexis Lecaye la série Le Chalet qu'elle réalise pour France 2.
Camille Bordes-Resnais est la fille d'Alain Resnais.

## Filmographie

### Scénariste
- 2007 : Le Canapé rouge de Marc Angelo, co-scénarisé avec Alexis Lecaye
- 2008 : Julie Lescaut, épisode Prédateurs
- 2011 - 2015 : Les Dames, co-scénarisé avec Alexis Lecaye
- 2018 : Le Chalet, co-scénarisé avec Alexis Lecaye

### Réalisatrice
- 2013 : Dame de sang, co-réalisé avec Alexis Lecaye
- 2014 : Dame d'atout, co-réalisé avec Alexis Lecaye
- 2015 : Dame de feu
- 2015 : Dame de glace
- 2018 : Le Chalet, série

## Distinction
- Festival de la fiction TV de La Rochelle 2015 : Meilleur scénario pour Dame de feu[4]